# Solaire de Astora
Solaire de Astora é um cavaleiro fictício do jogo de RPG de ação de 2011 Dark Souls. Ele recebeu muita popularidade entre os fãs por seu comportamento incomumente amigável e útil, bem como seu gesto de assinatura, "Praise the Sun" algo como "Louvar o Sol" em português, que envolve levantar os dois braços em forma de Y enquanto está na ponta dos pés. Ele é dublado por Daniel Flynn.

## Características
Como o personagem do jogador, Solaire é um morto-vivo que viaja para a terra de Lordran de sua terra natal, Astora, embora em uma missão pessoal para "encontrar seu próprio Sol". Seu mundo e o jogador entram em contato em vários momentos durante o jogo, e ele dá ao jogador um item de Pedra de Sinal Branco durante seu primeiro encontro, para que o jogador possa ser convocado para outros mundos como fantasmas e ter uma "Jolly Cooperation" (Cooperação divertida, em português). Ele também oferece assistência a vários chefes durante o decorrer do jogo. Seu "sinal de invocação" brilha mais em ouro do que o branco típico, e ele recompensa o jogador com "Medalhas da Luz Solar" por uma luta cooperativa bem - sucedida, devido à sua participação na aliança chamada Guerreiros da Luz Solar. O jogador pode se unir à aliança mediante o cumprimento de certos requisitos, após o qual eles podem ser convocados por uma ampla gama de jogadores e ganhar o gesto "Louvar o Sol" e os milagres "Lança Relâmpago".
Solaire é descrito como um guerreiro habilidoso que não depende de nenhum poder especial para vencer além de seus milagres. Sua armadura e escudo são decorados com um sol pintado à mão, refletindo sua adoração ao Sol e por associação, Lord Gwyn. Enquanto ele foi teorizado por alguns fãs como o filho primogênito de Gwyn disfarçado, isso foi provado mais tarde não ser o caso em Dark Souls III. Ele usa uma espada longa chamada Espada Reta da Luz Solar, que, apesar do nome, é extremamente simples e apenas um pouco mais forte que a espada longa típica. A espada reaparece em Dark Souls II como a Espada do Sol, e em Dark Souls III sob o nome original, onde tem o poder especial de aumentar o ataque dos aliados. Sua armadura e escudo também podem ser obtidos em Dark Souls III, trocando vários itens.
O jogador normalmente encontra Solaire em Lost Izalith, onde ele enlouqueceu ao confundir a luz de um Sunlight Maggot com o seu "Sol" e o jogador é forçado a matá-lo. No entanto, se o jogador pegar um atalho e matar o Maggot antes, Solaire mantém sua sanidade e pode ser convocado para o chefe final.

## Desenvolvimento
O gesto "Louvar o Sol" foi concebido antes do personagem de Solaire, e era um gesto sagrado raro usado em Demon's Souls ao lançar um milagre enquanto usava o "Anel da Oração Sincera". O diretor do jogo, Hidetaka Miyazaki, secretamente deixou o gesto no jogo, apesar de ter sido informado pela publicadora do jogo que a pose não era "fria o suficiente" ao demonstrá-la fisicamente. A partir de então, a pose ganhou significado pessoal para ele, e ele estava determinado a incluí-la também em Dark Souls. Miyazaki criou o personagem de Solaire para trazer reconhecimento ao gesto e torná-lo mais popular, posicionando-o propositalmente como um "campeão", que é o primeiro NPC realmente útil que a maioria dos jogadores vê no jogo.
Ele também é o personagem favorito de Miyazaki, com Miyazaki chegando a projetar o emblema do Sol que aparece na armadura de Solaire.
Miyazaki afirmou que Solaire sendo dominado pelo Sunlight Maggot era considerado "a norma geral", mas se Solaire é mantido vivo e luta ao lado do jogador pelo último chefe, é o "final mais feliz", como ele vincula a chama em seu próprio mundo e morre por "se tornar o sol".

## Mercadoria
Na Nintendo Direct do dia 8 de março de 2018, a Nintendo anunciou um Solaire Amiibo que seria compatível com Dark Souls Remastered. O Amiibo, apresentando Solaire em uma pose de "Louvor ao Sol", faria o personagem do jogador executar o gesto desde o início do jogo, quando tocado, sem nenhum pré-requisito. No entanto, o Amiibo era exclusivo da GameStop, causando escassez intensa de disponibilidade e tornando-o mais raro do que o habitual.

## Recepção
O Destructoid nomeou o Cavaleiro Solaire como um de seus novos personagens favoritos de jogos eletrônicos de 2011, chamando-o de "a personificação da camaradagem e generosidade altruístas", além de "doido varrido". Ele também foi chamado de "total badass" pela Eurogamer. A missão de salvar Solaire foi considerada uma das 20 missões secundárias mais únicas da história dos jogos eletrônicos pela GamesRadar+, dizendo que "se houvesse um NPC que valha a pena salvar, seria ele".
Solaire foi transformado em personagem jogável em Darkest Dungeon por um fã do jogo, que foi chamado de "mistura fantástica" dos dois jogos pela PC Gamer. Ele também recebeu easter eggs em Borderlands 2 como o "Knight Solitaire", e em World of Warcraft: Warlords of Draenor como um seguidor chamado "Soulaire of Andorhal". Um gesto inspirado em "Praise the Sun" foi incluído como um emote em Destiny chamado "Praise the Gun".